# Famille Halley
Pour les articles homonymes, voir Halley.
La famille Halley est une famille française du monde des affaires, originaire de Normandie, fondatrice du groupe Promodès.
Promodès ayant fusionné en 1999 avec le Groupe Carrefour, l'ensemble est devenu à cette occasion le deuxième groupe mondial de distribution.

## Histoire
En 1898, Jean-Nicolas Halley, fils d'agriculteurs de Crasville (Manche), ouvre, avec un associé du nom de Leblond, un entrepôt de vins et spiritueux situé rue Tour-Carrée, à Cherbourg. Il reprend l'ensemble de l'affaire deux ans plus tard. 
De son union avec Thérèse Le Cacheux, originaire de Montebourg, naissent Jean et Paul-Auguste Halley. Ce dernier, devenu prospère grossiste, fournissant les épiceries rurales du Cotentin, fonde en 1961, avec la famille Duval-Lemonnier originaire de Carentan, le groupe Promodis, renommé ensuite Promodès, que la famille Halley dirige à partir de 1965. 
Le fils ainé de Paul-Auguste, Paul-Louis Halley, devient PDG du groupe à la suite de son père, et mène le développement de Promodès, puis sa fusion avec le groupe Carrefour, avant de décéder dans un accident d'avion en décembre 2003. Son frère, Robert Halley, directeur général, devient alors président du conseil de surveillance de Carrefour.
Premier actionnaire du groupe Carrefour pendant une dizaine d'années avec 13 % du capital, la famille Halley s'est retirée du tour de table en avril 2008, perdant alors sa place au conseil d'administration. Robert Halley démissionna en mai 2008 de la présidence du conseil de surveillance.

## Olivier Halley
Le fils de Paul-Louis Halley, Olivier, acquiert en avril 2008 la chaine de vêtements pour enfants Du Pareil au Même à la suite d'une OPA non sollicitée, mais finalement acceptée par la direction.
Olivier Halley, qui possède également deux vignobles, est à la tête de la 331e plus grande fortune de France. Il réside cependant en Belgique dans la commune de Boitsfort, où il a fondé trois holdings : H Partners Group, Syboli et Online Commerce Partners .